# Andalo Valtellino
Andalo Valtellino (lombardul: Àndel) település Olaszországban, Sondrio megyében. Lakosainak száma 590 fő (2023. január 1.). Andalo Valtellino Delebio, Dubino, Mantello és Rogolo községekkel határos.

## Népesség
A település népességének változása:
| Lakosok száma | 550  | 580  | 590  |
|               | 2017 | 2018 | 2023 |